# Ashoka (ideell förening)
Ashoka är en internationell organisation som främjar socialt entreprenörskap genom att ansluta enskilda sociala företagare till Ashoka-organisationen. Dess uppdrag är "att forma en global, företagande, konkurrenskraftig medborgarsektor: en som gör det möjligt för sociala entreprenörer att frodas och gör det möjligt för världens medborgare att tänka och agera som förändrare".  
Som vuxen blev Bill Drayton inspirerad av Mahatma Gandhi och  Medborgarrättsrörelsen. Drayton ville mildra inkomstjämlikhet genom socialt entreprenörskap. Drayton grundade Ashoka 1980.   